# État de choc circulatoire
Pour les articles homonymes, voir État de choc.
 Mise en garde médicale
En médecine, le choc, ou état de choc, est une défaillance circulatoire périphérique aiguë conduisant à un apport insuffisant de sang riche en oxygène aux cellules du corps (hypoxie). Il entraîne la mort des cellules et la désorganisation des tissus et des organes. Il peut évoluer vers le collapsus cardiovasculaire, puis la mort.
Il peut être causé par différents mécanismes pathologiques variés, et présenter des tableaux cliniques tout aussi variés.

## Définition
Le choc peut être défini comme une insuffisance circulatoire aiguë avec inadéquation de l'utilisation de l'oxygène par les cellules du fait d'un apport insuffisant.

## Signes
Le principal signe clinique est l'hypotension artérielle, généralement présente. Elle peut être définie par une pression artérielle systolique inférieure à 90 mm Hg ou diminuée de 30 % par rapport à la valeur habituelle chez les patients hypertendus.
Les autres signes classiques sont les signes d'hypoperfusion :
- cutanés : marbrures (livedo), cyanose des extrémités ;
- rénaux : oligoanurie ;
- neurologiques : agitation, angoisse, confusion, délire.

D'autres signes peuvent être présents :
- tachycardie compensatrice ;
- hidrorrhée[2], polypnée.

On distingue parfois quatre degrés d'état de choc.
| Degré                           | I                          | II                       | III                 | IV                  |
| ------------------------------- | -------------------------- | ------------------------ | ------------------- | ------------------- |
| Perte de sanga                  | 0 – 15 % < 750 mL          | 15 – 30 % 750 mL – 1,5 L | 30 – 40 % 1,5 – 2 L | > 40 % > 2 L        |
| Fréquence cardiaque (/min)      | < 100                      | 100 –120                 | 120 – 140           | > 140               |
| Pouls radial                    | bien frappé                | filant                   | filant              | non perçu           |
| Temps de recoloration capilaire | normal                     | prolongé                 | prolongé            | prolongé ou absent  |
| Émission d'urine                | > 30 mL·h-1                | 20 – 30 mL·h-1           | 5 – 20 mL·h-1       | négligeable         |
| Fonction cérébrale              | normal/ légèrement anxieux | anxieux/ effrayé hostile | anxieux/ confus     | confus/ inconscient |
| a – pour un choc hypovolémique  |                            |                          |                     |                     |

Biologie :
- Gaz du sang : acidose mixte par hypercapnie et hyperlactatémie. Une lactatémie supérieure à 10 mmol/L est un signe de mauvais pronostic
- Défaillance d'organe : insuffisance rénale aiguë…

## Types et causes
Les causes de choc sont multiples. On distingue quatre grandes familles de choc : hypovolémique, cardiogénique, circulatoire et obstructif.

### Choc hypovolémique
Le volume de sang diminue :
- hémorragique sévère (traumatisme),
- déshydratation sévère,
  - vomissements,
  - diarrhées,
- brûlures massives.

### Choc cardiogénique
Le cœur fonctionne mal, donc le sang circule mal :
- infarctus du myocarde massif,
- trouble du rythme cardiaque.

### Choc circulatoire
Les vaisseaux sanguins se dilatent (vasodilatation), le sang a du mal à remplir tout le circuit sanguin. L'émission de vasodilatateurs peut avoir plusieurs causes :
- choc neurogénique, par atténuation du système nerveux sympathique,
- choc anaphylactique,
- choc septique,
  - toxines bactériennes (choc endotoxinique).

### Choc obstructif
Le cœur fonctionne bien mais est obstrué. Il est donc dans l'incapacité de faire circuler le sang normalement :
- pneumothorax sous tension,
- tamponnade.

## Prise en charge
Une hospitalisation urgente en unité de soins intensifs ou en réanimation s'impose et un traitement de la cause est indispensable à chaque nouvelle identification.
Dans tous les cas, il est indispensable d'assurer une oxygénation suffisante, que ce soit par apport d'oxygène par sonde nasale, par masque ou par intubation trachéale. La surveillance de cette oxygénation peut être difficile par saturomètre devant la vasoconstriction.
Un remplissage vasculaire correct doit également être assuré, imposant la mise en place d'une perfusion intraveineuse. Si le choc est de type cardiogénique, un remplissage trop rapide peut néanmoins se compliquer d'un œdème pulmonaire.
L'utilisation de médicaments vasopresseurs (c'est-à-dire provoquant une vasoconstriction artérielle et artériolaire) peut être nécessaire. La noradrénaline en perfusion continue est le médicament de choix, avec un effet alpha mimétique prédominant (vasoconstriction) associé à un effet bêta-mimétique (augmentation de la contractilité cardiaque). La dopamine était utilisée également dans ce but mais s'est avérée être inférieure à la noradrénaline en termes de mortalité, tant dans les chocs septiques que cardiogéniques. L'adrénaline est plus puissante que la noradrénaline mais avec plus d'effets secondaires ; elle est réservée aux chocs réfractaires à cette dernière.
Si le choc est cardiogénique, la mise sous dobutamine permet de jouer essentiellement sur le muscle cardiaque et sa contraction (inotrope positif).